# Animo (groupe français)
Pour les articles homonymes, voir Animo.
Animo est un groupe de musique de punk rock français, originaire de Montpellier. Découvert par Dominique Dubois qui les co-produit. Le groupe est composé d'Alain Magallon au chant, d'Yves Mouille à la guitare, de José-Matthias à la basse, et de Dadi à la batterie. Il se sépare en 1991. Après avoir fait un tube avec 300 000 exemplaires vendus "des gens stricts " arrangé réalisé par Dominique Dubois qui fera la coordination promo. 
Un clip très remarqué, clip des clips sur M6, sera réalisé par Gérard Pullicino.

## Biographie
Le groupe est initialement formé en 1981 à Montpellier, sous le nom de Veuve Mao, pendant qu'Alain Magallon faisait ses études à l'école des beaux-arts,, il s'agissait alors d'un groupe parisien à forte tendance punk rock qui parcourait la France par le biais de manifestations et concerts divers et qui assurait, entre autres, la première partie du groupe Opposition.
En 1986, le groupe décide de changer d'orientation musicale et par conséquent de nom de scène, ils optent pour Animo ; « Animo » signifie « énergie » en espagnol, anima signifie « âme » en latin. En 1987, Animo connaît un tube qui passe dans le Top 50 avec Des gens stricts,, accompagné d'un clip réalisé par Gérard Pullicino qui se passe dans un club où il y a entre autres des jaguars qui miaulent, des crocodiles empaillés, des perroquets qui volent et même des pingouins en papier mâché.
En 1988, Animo sort un second disque, Mannequins de studio passé inaperçu. Après ce succès, deux autres 45 tours intitulés Bandits-bandits et Voyage à l'envers verront le jour ainsi que l'album nommé Animo, qui remporteront un succès bien plus important au Canada et en Belgique qu'en France. En 1991, le groupe se sépare à cause de la mode musicale qui s'oriente plus vers le rap et le hip-hop. Alain Magallon sortira un album en solo intitulé À 2 pas du ciel et partira vivre à Londres dès 1998, où il décide de s'orienter vers l'art et plus particulièrement la peinture.

## Discographie
- 1987 : Des gens stricts[2].
- 1988 : Mannequins De Studio[5].
- 1990 : Voyage à l'envers[6]
- 1991 :  Bandit-Bandit (maxi-single)[7]